# DDT
Diclor-difenil-tricloretanul denumirea prescurtată DDT este un insecticid care a fost folosit din anii 1940 ca un toxic de contact. Datorită acțiunii eficiente în combaterea insectelor și toxicității reduse față de mamifere ca și costului relativ redus de producție a fost folosit pe scară largă timp îndelungat. Dezavantajul DDT-ului constă în stabilitatea chimică, remanenței și efectului de cumulare în sol, alimente și corpul uman. În decursul timpului s-a constat că unele substanțe chimice rezultate prin descompunerea lui cauzează tulburări endocrine, s-a presupus că ar avea și un efect cancerigen. Toate aceste efecte secundare nedorite au dus în anii 1970 la interzicerea utilizării DDT-ului în țările industrializate, iar din anul 2004 prin „Convenția de la  Stockholm” s-a interzis folosirea lui pe tot globul pentru agricultură, dar este în continuare folosit pentru combaterea insectelor care sunt vectori ai unor boli transmisibile, ca de exemplu malaria sau tifosul exantematic.

## Istoric
Pentru prima oară DDT-ul a fost sintetizat în anul 1874 de chimistul austriac Othmar Zeidler. Efectul său insecticid a fost observat în anul 1939 de elvețianul Paul Hermann Müller care va primi pentru această descoperire, în anul 1948, premiul Nobel în medicină.
Firma „J. R. Geigy AG” unde a lucrat Müller scoate pe piață de DDT-ul sub denumirea comercială  „Gesarol” și „Neocid”. În Germania care era preocupată de combaterea gândacului de Colorado, interesul era deosebit de mare pentru noul insecticid, astfel a fost solicitată de la firma producătoare o cantitate de  10.000 tone de Gesarol, ceea ce depășea posibilitățile de producție a firmei „J. R. Geigy AG” care va însărcina firma „ Schering AG” de a produce cantitatea necesară de insecticid. 

### În timpul războiului mondial
La sfârșitul anului 1942 DDT-ul este folosit la combaterea păduchilor la soldați. In anul 1942 Departamentul American pentru Agricultură primește câteva probe de „Gesarol” din Elveția, pentru încercarea efectului insecticid. Pe la mijlocului anului 1944 în SUA s-au produs lunar cca. 900 de tone DDT pentru armata SUA, cantitatea lunară produsă la sfârșitul războiului mondial atingând 1350 de tone.
DDT-ul era folosit la combaterea păduchilor în timpul epidemiei de tifos din Napoli (1943-1944) acțiune soldată cu succes. Presa timpului lăuda produsul ca „Produsul Miraculos” în acțiunea de combatere a insectelor purtătoare de boli. 
O mare parte din producția americană de DDT a fost folosită în Pacificul de Sud pentru combaterea malariei, insecticidul fiind pulverizat din avion. De asemenea echipamentul unui soldat american care era trimis în Asia de Sud conținea și o doză de spray cu DDT sau piretrină. La sfârșitul războiului soldații, persoanele civile și prizonierii de război au fost supuși unui tratament cu DDT contra păduchilor.

### Agricultură
La data de 1 august 1945 „War Production Board” din SUA este de acord cu producerea liberă a DDT-ului, produs devenit renumit prin rezultatele obținute în combaterea malariei și tifosului în timpul războiului. FDA „Food and Drug Administration” are unele rezerve cu privire la DDT, fiind deja dovedită acumularea insecticidului în lapte și organismul uman, dar pe atunci FDA nu era autorizată a interzice producerea unui produs suspect, dar se stabilește procentul maxim admis de 7 ppm în alimente. Prețul DDT-ului care era de 1 US-$ / livră scade ajungând pe la mijlocul anilor '50 să fie de numai  0,25 US-$. In anii '60 DDT-ul  era de decenii întregi cel mai folosit insecticid din agricultură, doza fiind de 0,5 – 35 kg DDT/ha. În regiunile bântuite de malarie această cantitate era de patru ori mai mare.